# Chatham (Nuevo Hampshire)
Chatham es un pueblo ubicado en el condado de Carroll en el estado estadounidense de Nuevo Hampshire. En el Censo de 2010 tenía una población de 337 habitantes y una densidad poblacional de 2,27 personas por km².

## Geografía
Chatham se encuentra ubicado en las coordenadas 44°7′39″N 71°3′39″O / 44.12750, -71.06083. Según la Oficina del Censo de los Estados Unidos, Chatham tiene una superficie total de 148.53 km², de la cual 147.11 km² corresponden a tierra firme y (0.96%) 1.43 km² es agua.

## Demografía
Según el censo de 2010, había 337 personas residiendo en Chatham. La densidad de población era de 2,27 hab./km². De los 337 habitantes, Chatham estaba compuesto por el 97.63% blancos, el 0% eran afroamericanos, el 0% eran amerindios, el 0.3% eran asiáticos, el 0% eran isleños del Pacífico, el 0% eran de otras razas y el 2.08% pertenecían a dos o más razas. Del total de la población el 0.3% eran hispanos o latinos de cualquier raza.